# Jens Lien

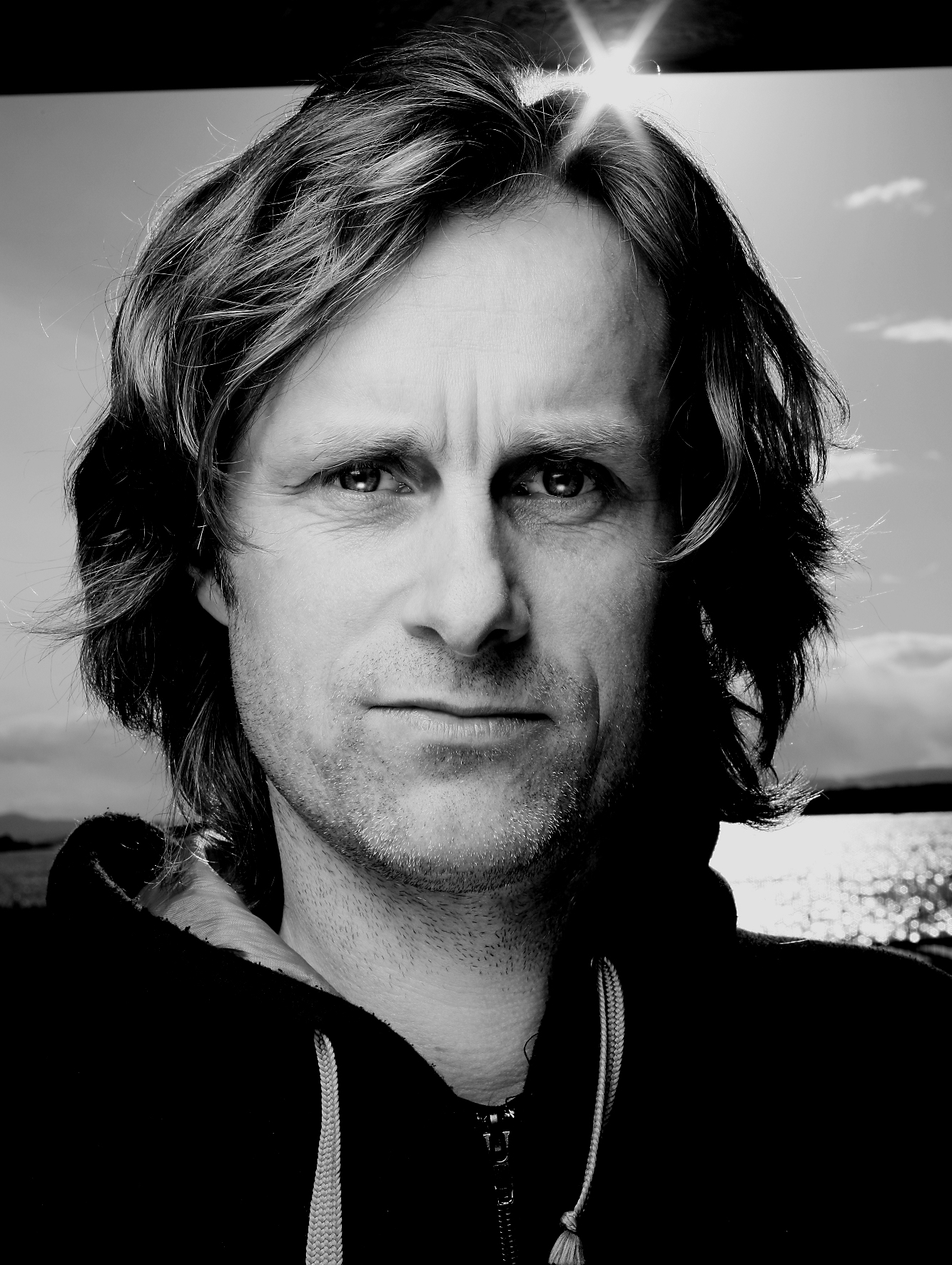
Jens Lien (2006)

Jens Lien (* 14. September 1967 in Oslo) ist ein norwegischer Filmregisseur, dessen Filme auf zahlreichen Festivals und Filmpreisverleihungen ausgezeichnet und nominiert wurden. Internationale Aufmerksamkeit erregte insbesondere sein Film Anderland (2006).

## Leben
Lien machte 1993 seinen Abschluss an der London International Film School. Seine Abschlussarbeit war der Kurzfilm Montana, der im gleichen Jahr auf dem Kurzfilmfestival in Grimstad gezeigt wurde. 1995 nahm er mit seinem Film Mitt elektriske kjøkken erneut am Festival teil. Später arbeitete er an den Kurzfilmen Døren som ikke smakk (2000) und Naturlige Briller (2001). Beide Filme basierten auf Drehbüchern von Per Schreiner und wurden bei den Internationalen Filmfestspielen von Cannes gezeigt.
2003 veröffentlichte Lien mit Jonny Vang sein Spielfilmdebüt, das bei der Berlinale in der Sektion „Panorama Special“ lief. Zudem erhielt der Film bei den Amanda eine Nominierung als „Bester Film“ und Aksel Hennie die Auszeichnung als „Bester Darsteller“. Liens darauffolgendes Filmprojekt Anderland (Den brysomme mannen, 2006) war wiederum eine Zusammenarbeit mit Per Schreiner und basierte auf einem Hörspiel, das zwei Jahre zuvor für das Radio aufgenommen wurde. Der Film erhielt Amanda-Auszeichnungen in den Kategorien „Beste Regie“, „Bestes Drehbuch“ und „Bester Darsteller“ (Trond Fausa Aurvåg) und Nominierungen als „Bester Film“ und für die „Beste Darstellerin“ (Petronella Barker). Anderland gewann insgesamt mehr als 20 internationale Auszeichnungen, darunter den ACID Award in Cannes. 2011 hatte Liens Film Sons of Norway Premiere beim Toronto International Film Festival.
Liens neuestes Projekt ist die TV-Miniserie Viva Hate, die sich derzeit in der Postproduktion befindet. Die Geschichte ist Anfang der 1990er Jahre in der damaligen, ausgeprägten Musik-Szene in Göteborg angesiedelt. Das Drehbuch stammt von Peter Birro.
Neben seiner Tätigkeit als Filmregisseur realisierte Lien auch einige Werbespots und erhielt u. a. den Preis Gullfisken für den SAS-Werbespot Pappajenta.

## Filmografie
- 1993: Montana (Kurzfilm)
- 1995: Mitt elektriske kjøkken (Kurzfilm)
- 1998: Naken greve (Videokurzfilm)
- 2000: Hver søndag hos mor (Kurzfilm)
- 2000: Døren som ikke smakk (Kurzfilm)
- 2001: Naturlige Briller (Kurzfilm)
- 2001: Spenn (TV-Kurzfilm)
- 2003: Jonny Vang
- 2004: Bok kokken (Videokurzfilm)
- 2006: Anderland
- 2007: Høydepunkter (Kurzfilm)
- 2011: Sons of Norway
- 2017: Occupied – Die Besatzung (Fernsehserie, 3 Folgen)